# منطقه زمانی کوهستانی
منطقه زمانی کوهستانی (به انگلیسی: Mountain Time Zone) آمریکای شمالی با اختلاف هفت ساعت از ساعت هماهنگ جهانی (UTC) زمانی که زمان استاندارد (UTC−07:00) در حال اجرا است، و با اختلاف شش ساعت در ساعت تابستانی (UTC−06:00) زمان را نگه می‌دارد. زمان ساعت در این منطقه بر اساس میانگین زمان خورشیدی در نصف‌النهار ۱۰۵ درجه غربی رصدخانه گرینویچ است. در ایالات متحده، مشخصات دقیق مکان این مناطق زمانی و خطوط تقسیم بین مناطق در کد مقررات فدرال با 49 CFR 71 ذکر شده است.
در ایالات متحده و کانادا، این منطقه زمانی به طور کلی زمان کوهستانی (MT) نامیده می‌شود. به طور خاص، زمان استاندارد کوهستانی (MST) هنگام مشاهده زمان استاندارد و زمان روز کوهستانی ( MDT) هنگام مشاهده زمان تابستانی است. این اصطلاح به کوه‌های راکی اشاره دارد که از بریتیش کلمبیا تا نیومکزیکو را شامل می‌شود. در مکزیک، این منطقه زمانی به عنوان tiempo de la montaña شناخته می‌شود یا zona Pacífico (منطقه اقیانوس آرام). در ایالات متحده و کانادا، منطقه زمانی کوهستانی در شرق منطقه زمانی اقیانوس آرام و در غرب منطقه زمانی مرکزی قرار دارد.